# Danh sách quốc gia theo chỉ số phát triển con người năm 2006
| 0,950 và cao hơn 0,900–0,949 0,850–0,899 0,800–0,849 0,750–0,799 0,700–0,749 | 0,650–0,699 0,600–0,649 0,550–0,599 0,500–0,549 0,450–0,499 0,400–0,449 | 0,350–0,399 0,300–0,349 dưới 0,300 không có số liệu |

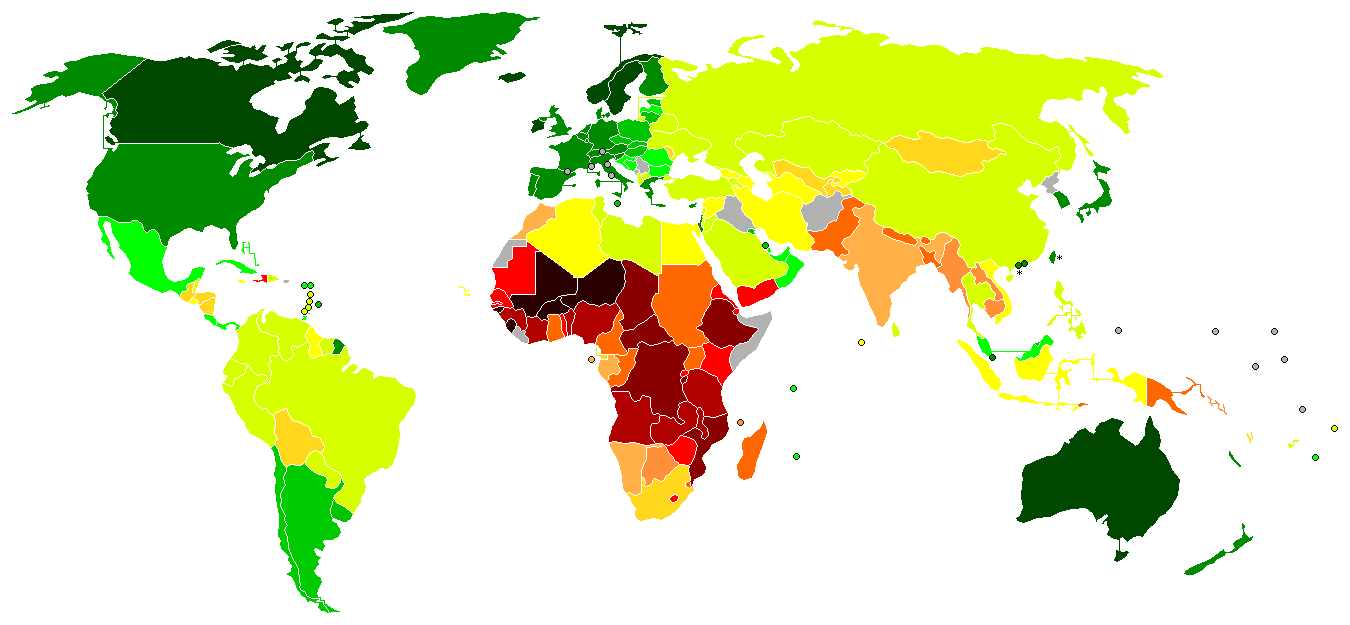
Bản đồ thế giới theo chỉ số phát triển con người năm 2004

Dưới đây là thứ tự các nước trên thế giới theo Chỉ số phát triển con người theo báo cáo Phát triển con người năm 2006 của Chương trình Phát triển Liên Hợp Quốc (UNDP). Số liệu năm 2004 được lấy làm cơ sở. Trên tổng số 192 quốc gia thành viên, báo cáo này cung cấp số liệu của 177 nước cùng các vùng lãnh thổ Hồng Kông, Palestine. Có 17 quốc gia không có đủ số liệu nên không được đưa vào báo cáo.
Chỉ số phát triển con người được phát triển năm 1992 bởi nhà kinh tế học người Pakistan Manbub ul Haq, nó được sử dụng để đánh giá một quốc gia là nước phát triển, nước đang phát triển và nước kém phát triển. Các quốc gia được xếp vào bao nhóm chính là nhóm chỉ số HDI cao, nhóm trung bình và nhóm thấp. Mũi tên và con số nhỏ bên cạnh chỉ sự thay đổi thứ tự so với báo cáo năm 2005.

## Nhóm có chỉ số cao
| STT | Tên quốc gia | HDI        |
| --- | ------------ | ---------- |
| 1   | Na Uy        | 0,965 (0)  |
| 2   | Iceland      | 0,960 (0)  |
| 3   | Úc           | 0,957 (0)  |
| 4   | Ireland      | 0,956 (+4) |
| 5   | Thụy Điển    | 0,951 (+1) |
| 6   | Canada       | 0,950 (-1) |
| 7   | Nhật Bản     | 0,949 (+4) |
| 8   | Hoa Kỳ       | 0,948 (+2) |
| 9   | Thụy Sĩ      | 0,947 (-2) |
| 10  | Hà Lan       | 0,947 (+2) |
| 11  | Phần Lan     | 0,947 (+2) |
| 12  | Luxembourg   | 0,945 (-8) |
| 13  | Bỉ           | 0,945 (-4) |
| 14  | Áo           | 0,944 (+3) |
| 15  | Đan Mạch     | 0,943 (-1) |
| 16  | Pháp         | 0,942 (0)  |
| 17  | Anh Quốc     | 0,940 (-2) |
| 18  | Ý            | 0,940 (0)  |
| 19  | Tây Ban Nha  | 0,938 (+2) |
| 20  | New Zealand  | 0,936 (-1) |
| 21  | Đức          | 0,932 (-1) |
| 22  | Hồng Kông    | 0,927 (0)  |
| 23  | Israel       | 0,927 (0)  |
| 24  | Hy Lạp       | 0,921 (0)  |
| 25  | Singapore    | 0,916 (0)  |
| 26  | Hàn Quốc     | 0,912 (+2) |
| 27  | Slovenia     | 0,910 (-1) |
| 28  | Bồ Đào Nha   | 0,904 (-1) |
| 29  | Síp          | 0,903 (0)  |
| 30  | Cộng hòa Séc | 0,885 (+1) |
| 31  | Barbados     | 0,879 (-1) |
| 32  | Malta        | 0,875 (0)  |

| STT | Tên quốc gia                         | HDI         |
| --- | ------------------------------------ | ----------- |
| 33  | Kuwait                               | 0,871 (+11) |
| 33  | Brunei                               | 0,871 (-1)  |
| 35  | Hungary                              | 0,869 (0)   |
| 36  | Argentina                            | 0,863 (-2)  |
| 37  | Ba Lan                               | 0,862 (-1)  |
| 38  | Chile                                | 0,859 (-1)  |
| 39  | Bahrain                              | 0,859 (+4)  |
| 40  | Estonia                              | 0,858 (-2)  |
| 41  | Litva                                | 0,857 (-2)  |
| 42  | Slovakia                             | 0,856 (0)   |
| 43  | Uruguay                              | 0,851 (+3)  |
| 44  | Croatia                              | 0,846 (+1)  |
| 45  | Latvia                               | 0,845 (+3)  |
| 46  | Qatar                                | 0,844 (-6)  |
| 47  | Seychelles                           | 0,842 (+4)  |
| 48  | Costa Rica                           | 0,841 (-1)  |
| 49  | Các Tiểu vương quốc Ả Rập Thống nhất | 0,839 (-8)  |
| 50  | Cuba                                 | 0,826 (+2)  |
| 51  | Saint Kitts và Nevis                 | 0,825 (-2)  |
| 52  | Bahamas                              | 0,825 (-2)  |
| 53  | México                               | 0,821(0)    |
| 54  | Bulgaria                             | 0,816 (+1)  |
| 55  | Tonga                                | 0,815 (-1)  |
| 56  | Oman                                 | 0,810 (+15) |
| 57  | Trinidad và Tobago                   | 0,809 (0)   |
| 58  | Panama                               | 0,809 (-2)  |
| 59  | Antigua và Barbuda                   | 0,808 (+1)  |
| 60  | România                              | 0,805 (+4)  |
| 61  | Malaysia                             | 0,805 (0)   |
| 62  | Bosna và Hercegovina                 | 0,800 (+6)  |
| 63  | Libya                                | 0,800 (+2)  |

## Nhóm có chỉ số trung bình
| STT | Tên quốc gia                | HDI   |
| --- | --------------------------- | ----- |
| 64  | Mauritius                   | 0,798 |
| 65  | Nga                         | 0,797 |
| 66  | Macedonia                   | 0,796 |
| 67  | Belarus                     | 0,794 |
| 68  | Dominica                    | 0,793 |
| 69  | Brasil                      | 0,792 |
| 70  | Colombia                    | 0,790 |
| 70  | Saint Lucia                 | 0,790 |
| 72  | Venezuela                   | 0,784 |
| 72  | Albania                     | 0,784 |
| 72  | Thái Lan                    | 0,784 |
| 75  | Samoa                       | 0,778 |
| 76  | Ả Rập Xê Út                 | 0,777 |
| 77  | Ukraina                     | 0,774 |
| 77  | Liban                       | 0,774 |
| 77  | Kazakhstan                  | 0,774 |
| 80  | Armenia                     | 0,768 |
| 80  | Trung Quốc                  | 0,768 |
| 82  | Perú                        | 0,767 |
| 83  | Ecuador                     | 0,765 |
| 84  | Philippines                 | 0,763 |
| 85  | Grenada                     | 0,762 |
| 86  | Jordan                      | 0,760 |
| 86  | Tunisia                     | 0,760 |
| 88  | Saint Vincent và Grenadines | 0,759 |
| 88  | Suriname                    | 0,759 |
| 90  | Fiji                        | 0,758 |
| 91  | Paraguay                    | 0,757 |
| 91  | Thổ Nhĩ Kỳ                  | 0,757 |
| 93  | Sri Lanka                   | 0,755 |
| 94  | Cộng hòa Dominica           | 0,751 |
| 94  | Belize                      | 0,751 |
| 96  | Iran                        | 0,746 |
| 97  | Gruzia                      | 0,743 |
| 98  | Maldives                    | 0,739 |
| 99  | Azerbaijan                  | 0,736 |
| 99  | Palestine                   | 0,736 |
| 101 | El Salvador                 | 0,729 |
| 102 | Algérie                     | 0,728 |
| 103 | Guyana                      | 0,725 |
| 104 | Jamaica                     | 0,724 |
| 104 | Turkmenistan                | 0,724 |

| STT | Tên quốc gia         | HDI   |
| --- | -------------------- | ----- |
| 106 | Cabo Verde           | 0,722 |
| 107 | Syria                | 0,716 |
| 108 | Indonesia            | 0,711 |
| 109 | Việt Nam             | 0,709 |
| 110 | Kyrgyzstan           | 0,705 |
| 111 | Ai Cập               | 0,702 |
| 112 | Nicaragua            | 0,698 |
| 113 | Uzbekistan           | 0,696 |
| 114 | Moldova              | 0,694 |
| 115 | Bolivia              | 0,692 |
| 116 | Mông Cổ              | 0,691 |
| 117 | Honduras             | 0,683 |
| 118 | Guatemala            | 0,673 |
| 119 | Vanuatu              | 0,670 |
| 120 | Guinea Xích Đạo      | 0,653 |
| 120 | Nam Phi              | 0,653 |
| 122 | Tajikistan           | 0,652 |
| 123 | Maroc                | 0,640 |
| 124 | Gabon                | 0,633 |
| 125 | Namibia              | 0,626 |
| 126 | Ấn Độ                | 0,611 |
| 127 | São Tomé và Príncipe | 0,607 |
| 128 | Quần đảo Solomon     | 0,592 |
| 129 | Campuchia            | 0,583 |
| 130 | Myanmar              | 0,581 |
| 131 | Botswana             | 0,570 |
| 132 | Comoros              | 0,556 |
| 133 | Lào                  | 0,553 |
| 134 | Pakistan             | 0,539 |
| 135 | Bhutan               | 0,538 |
| 136 | Ghana                | 0,532 |
| 137 | Bangladesh           | 0,530 |
| 138 | Nepal                | 0,527 |
| 139 | Papua New Guinea     | 0,523 |
| 140 | Cộng hòa Congo       | 0,520 |
| 141 | Sudan                | 0,516 |
| 142 | Đông Timor           | 0,512 |
| 143 | Madagascar           | 0,509 |
| 144 | Cameroon             | 0,506 |
| 145 | Uganda               | 0,502 |
| 146 | Eswatini             | 0,500 |

## Nhóm có chỉ số thấp
| STT | Tên quốc gia | HDI   |
| --- | ------------ | ----- |
| 147 | Togo         | 0,495 |
| 148 | Djibouti     | 0,494 |
| 148 | Lesotho      | 0,494 |
| 150 | Yemen        | 0,492 |
| 151 | Zimbabwe     | 0,491 |
| 151 | Nigeria      | 0,491 |
| 153 | Mauritanie   | 0,486 |
| 154 | Haiti        | 0,482 |
| 155 | Gambia       | 0,479 |
| 156 | Sénégal      | 0,460 |
| 157 | Eritrea      | 0,454 |
| 158 | Rwanda       | 0,450 |
| 159 | Kenya        | 0,448 |
| 160 | Guinée       | 0,445 |
| 161 | Bénin        | 0,439 |
| 162 | Tanzania     | 0,430 |

| STT | Tên quốc gia           | HDI   |
| --- | ---------------------- | ----- |
| 163 | Angola                 | 0,428 |
| 164 | Bờ Biển Ngà            | 0,421 |
| 165 | Zambia                 | 0,407 |
| 166 | Malawi                 | 0,400 |
| 167 | Cộng hòa Dân chủ Congo | 0,391 |
| 168 | Mozambique             | 0,390 |
| 169 | Burundi                | 0,384 |
| 170 | Ethiopia               | 0,371 |
| 171 | Tchad                  | 0,368 |
| 172 | Cộng hòa Trung Phi     | 0,353 |
| 173 | Guiné-Bissau           | 0,349 |
| 174 | Burkina Faso           | 0,342 |
| 175 | Mali                   | 0,338 |
| 176 | Sierra Leone           | 0,335 |
| 177 | Niger                  | 0,311 |

## Theo vùng và nhóm
| Vùng/Nhóm nước                                       | HDI   |
| ---------------------------------------------------- | ----- |
| Toàn thế giới                                        | 0,741 |
| Các nước đang phát triển                             | 0,679 |
| Các nước kém phát triển nhất                         | 0,464 |
| Thế giới Ả Rập                                       | 0,680 |
| Châu Á Thái Bình Dương                               | 0,760 |
| Mỹ Latinh và vùng Caribe                             | 0,795 |
| Nam Á                                                | 0,599 |
| Châu Phi hạ Sahara                                   | 0,472 |
| Trung Âu, Đông Âu và Cộng đồng các quốc gia độc lập  | 0,802 |
| Các nước thuộc Tổ chức Hợp tác và Phát triển Kinh tế | 0,923 |
| Liên minh Châu Âu                                    | 0,919 |

| Nhóm nước                       | HDI   |
| ------------------------------- | ----- |
| Phát triển con người cao        | 0,923 |
| Phát triển con người trung bình | 0,701 |
| Phát triển con người thấp       | 0,427 |
| Thu nhập đầu người cao          | 0,942 |
| Thu nhập đầu người trung bình   | 0,768 |
| Thu nhập đầu người thấp         | 0,456 |

## Mười nước cao nhất mỗi khu vực
| Châu Á Thái Bình Dương | Châu Á Thái Bình Dương | Châu Á Thái Bình Dương |
| STT                    | Tên quốc gia           | HDI                    |
| HDI cao                | HDI cao                | HDI cao                |
| ---------------------- | ---------------------- | ---------------------- |
| 1                      | Úc                     | 0,957 (0)              |
| 2                      | Nhật Bản               | 0,949 (+4)             |
| 3                      | New Zealand            | 0,936 (-1)             |
| 4                      | Hồng Kông              | 0,927 (0)              |
| 5                      | Singapore              | 0,916 (0)              |
| 6                      | Hàn Quốc               | 0,912 (+2)             |
| 7                      | Brunei                 | 0,871 (-1)             |
| 8                      | Tonga                  | 0,815 (-1)             |
| 9                      | Malaysia               | 0,805 (0)              |
| HDI trung bình         |                        |                        |
| 10                     | Thái Lan               | 0,784                  |

| Châu Âu | Châu Âu      | Châu Âu    |
| STT     | Tên quốc gia | HDI        |
| HDI cao | HDI cao      | HDI cao    |
| ------- | ------------ | ---------- |
| 1       | Na Uy        | 0,965 (0)  |
| 2       | Iceland      | 0,960 (0)  |
| 3       | Ireland      | 0,956 (+4) |
| 4       | Thụy Điển    | 0,951 (+1) |
| 5       | Thụy Sĩ      | 0,947 (-2) |
| 6       | Hà Lan       | 0,947 (+2) |
| 7       | Phần Lan     | 0,947 (+2) |
| 8       | Luxembourg   | 0,945 (-8) |
| 9       | Bỉ           | 0,945 (-4) |
| 10      | Áo           | 0,944 (+3) |

| Châu Mỹ | Châu Mỹ              | Châu Mỹ    |
| STT     | Tên quốc gia         | HDI        |
| HDI cao | HDI cao              | HDI cao    |
| ------- | -------------------- | ---------- |
| 1       | Canada               | 0,950 (-1) |
| 2       | Hoa Kỳ               | 0,948 (+2) |
| 3       | Barbados             | 0,879 (-1) |
| 4       | Argentina            | 0,863 (-2) |
| 5       | Chile                | 0,859 (-1) |
| 6       | Uruguay              | 0,851 (+3) |
| 7       | Costa Rica           | 0,841 (-1) |
| 8       | Cuba                 | 0,826 (+2) |
| 9       | Saint Kitts và Nevis | 0,825 (-2) |
| 10      | Bahamas              | 0,825 (-2) |

| Châu Phi       | Châu Phi        | Châu Phi   |
| STT            | Tên quốc gia    | HDI        |
| HDI cao        | HDI cao         | HDI cao    |
| -------------- | --------------- | ---------- |
| 1              | Seychelles      | 0,842 (+4) |
| 2              | Libya           | 0,800 (+2) |
| HDI trung bình |                 |            |
| 3              | Mauritius       | 0,798      |
| 4              | Tunisia         | 0,760      |
| 5              | Algérie         | 0,728      |
| 6              | Cabo Verde      | 0,722      |
| 6              | Ai Cập          | 0,702      |
| 8              | Guinea Xích Đạo | 0,653      |
| 9              | Nam Phi         | 0,653      |
| 10             | Maroc           | 0,640      |

| Trung Đông     | Trung Đông                           | Trung Đông  |
| STT            | Tên quốc gia                         | HDI         |
| HDI cao        | HDI cao                              | HDI cao     |
| -------------- | ------------------------------------ | ----------- |
| 1              | Israel                               | 0,927 (0)   |
| 2              | Kuwait                               | 0,871 (+12) |
| 3              | Bahrain                              | 0,859 (+4)  |
| 4              | Qatar                                | 0,844 (-6)  |
| 5              | Các Tiểu vương quốc Ả Rập Thống nhất | 0,839 (-8)  |
| 6              | Oman                                 | 0,810 (+15) |
| HDI trung bình |                                      |             |
| 7              | Ả Rập Xê Út                          | 0,777       |
| 8              | Liban                                | 0,774       |
| 9              | Jordan                               | 0,760       |
| 10             | Iran                                 | 0,746       |

## Mười nước thấp nhất mỗi khu vực
| Châu Á Thái Bình Dương | Châu Á Thái Bình Dương | Châu Á Thái Bình Dương |
| STT                    | Tên quốc gia           | HDI                    |
| HDI trung bình         | HDI trung bình         | HDI trung bình         |
| ---------------------- | ---------------------- | ---------------------- |
| 1                      | Đông Timor             | 0,512                  |
| 2                      | Papua New Guinea       | 0,523                  |
| 3                      | Bangladesh             | 0,530                  |
| 4                      | Bhutan                 | 0,538                  |
| 5                      | Pakistan               | 0,539                  |
| 6                      | Lào                    | 0,553                  |
| 7                      | Myanmar                | 0,581                  |
| 8                      | Campuchia              | 0,583                  |
| 9                      | Quần đảo Solomon       | 0,592                  |
| 10                     | Ấn Độ                  | 0,611                  |

| Châu Phi | Châu Phi           | Châu Phi |
| STT      | Tên quốc gia       | HDI      |
| HDI thấp | HDI thấp           | HDI thấp |
| -------- | ------------------ | -------- |
| 1        | Niger              | 0,311    |
| 2        | Sierra Leone       | 0,335    |
| 3        | Mali               | 0,338    |
| 4        | Burkina Faso       | 0,342    |
| 5        | Guiné-Bissau       | 0,349    |
| 6        | Cộng hòa Trung Phi | 0,353    |
| 6        | Tchad              | 0,368    |
| 8        | Ethiopia           | 0,371    |
| 9        | Burundi            | 0,384    |
| 10       | Mozambique         | 0,390    |

| Châu Mỹ        | Châu Mỹ           | Châu Mỹ  |
| STT            | Tên quốc gia      | HDI      |
| HDI thấp       | HDI thấp          | HDI thấp |
| -------------- | ----------------- | -------- |
| 1              | Haiti             | 0,482    |
| HDI trung bình |                   |          |
| 2              | Guatemala         | 0,673    |
| 3              | Honduras          | 0,683    |
| 4              | Bolivia           | 0,692    |
| 5              | Nicaragua         | 0,698    |
| 6              | Jamaica           | 0,724    |
| 7              | Guyana            | 0,725    |
| 8              | El Salvador       | 0,729    |
| 9              | Cộng hòa Dominica | 0,751    |
| 10             | Belize            | 0,751    |

## Các vùng lãnh thổ không thống kê bởi Liên hợp quốc
| Vùng lãnh thổ                 | HDI                                                                     |
| ----------------------------- | ----------------------------------------------------------------------- |
| Trung Hoa Dân Quốc (Đài Loan) | 0,925 (2004)                                                            |
| Ma Cao                        | 0,909 (2003)                                                            |
| Liên minh châu Âu             | 0,919 (con số trung bình của 27 quốc gia thành viên Liên minh Châu Âu). |

| Tên quốc gia      | HDI          |
| ----------------- | ------------ |
| Afghanistan       | 0,229 (1993) |
| Andorra           | 0,944 (1997) |
| Iraq              | 0,567 (1999) |
| Kiribati          | 0,515 (1998) |
| CHDCND Triều Tiên | 0,766 (1995) |
| Liberia           | 0,311 (1993) |
| Liechtenstein     | 0,946 (1997) |
| Quần đảo Marshall | 0,563 (1998) |
| Micronesia        | 0,569 (1998) |
| Greenland         | 0,927 (1998) |

| Tên quốc gia | HDI          |
| ------------ | ------------ |
| Monaco       | 0,946 (1997) |
| Montenegro   | 0,814 (1997) |
| Nauru        | 0,663 (1998) |
| Palau        | 0,861 (1998) |
| Puerto Rico  | 0,942 (1998) |
| San Marino   | 0,944 (1997) |
| Serbia       | 0,801 (1997) |
| Somalia      | 0,221 (1993) |
| Tuvalu       | 0,583 (1998) |
| Vatican      |              |

| Tên quốc gia      | HDI          |
| ----------------- | ------------ |
| Afghanistan       | 0,229 (1993) |
| Andorra           | 0,944 (1997) |
| Iraq              | 0,567 (1999) |
| Kiribati          | 0,515 (1998) |
| CHDCND Triều Tiên | 0,766 (1995) |
| Liberia           | 0,311 (1993) |
| Liechtenstein     | 0,946 (1997) |
| Quần đảo Marshall | 0,563 (1998) |
| Micronesia        | 0,569 (1998) |
| Greenland         | 0,927 (1998) |

| Tên quốc gia | HDI          |
| ------------ | ------------ |
| Monaco       | 0,946 (1997) |
| Montenegro   | 0,814 (1997) |
| Nauru        | 0,663 (1998) |
| Palau        | 0,861 (1998) |
| Puerto Rico  | 0,942 (1998) |
| San Marino   | 0,944 (1997) |
| Serbia       | 0,801 (1997) |
| Somalia      | 0,221 (1993) |
| Tuvalu       | 0,583 (1998) |
| Vatican      |              |